# Kepler Interactive
Kepler Interactive est une société d'édition de jeux vidéo fondée en septembre 2021. Basée à Londres et à Singapour, la société appartient en copropriété à un groupe de développeurs de jeux indépendants. Elle est surtout connue pour l'édition de jeux tels que Tchia, Scorn, Sifu et Clair Obscur: Expedition 33.

## Histoire
Kepler Interactive a été fondée en septembre 2021 par le PDG Alexis Garavaryan, cofondateur de Kowloon Night, un fonds de développement de jeux. Se décrivant comme un groupe d'édition de « super développeur », Kepler était initialement codétenu par sept studios indépendants : A44 (connu pour avoir développé Ashen), Alpha Channel, Awaceb, Ebb Software, Shapefarm, Sloclap (connu pour avoir développé Absolver) et Timberline Studio. Chaque studio participant a eu "un droit de regard égal" sur le processus de prise de décision du label d'édition et a pu partager les ressources et les gains financiers, mais Kepler lui-même n'interférera pas avec les opérations de chaque studio, leur permettant de rester indépendants,. Kepler a reçu un financement de 120 millions de dollars de la société de jeux chinoise NetEase, qui est devenue actionnaire minoritaire. Les revenus du studio ont atteint 50 millions de dollars en 2022, stimulés par la sortie de Scorn d'Ebb Software et de Sifu de Sloclap.
En 2023, Kepler a également lancé un service d'édition en marque blanche, assurant le marketing et l'édition pour les développeurs de jeux. Eternights du Studio Sai a été le premier projet de jeu vidéo à bénéficier de ce programme. D'autres développeurs, dont The Gentlebros (le développeur derrière la série Cat Quest) et le nouveau studio Sandfall Interactive ont ainsi rejoint Kepler. L'éditeur s'est par ailleurs associé à Ironwood Studios pour l'édition et la sortie de Pacific Drive.

## Jeux publiés
| Année | Titre                               | Plateforme(s)                                                                           | Développeur          |
| ----- | ----------------------------------- | --------------------------------------------------------------------------------------- | -------------------- |
| 2022  | Sifu                                | Microsoft Windows, Nintendo Switch, PlayStation 4, PlayStation 5, Xbox One, Xbox Series | Sloclap              |
| 2022  | Scorn                               | Microsoft Windows, PlayStation 5, Xbox Series                                           | Ebb Software         |
| 2023  | Tchia                               | Microsoft Windows, PlayStation 4, PlayStation 5, Xbox Séries                            | Awaceb               |
| 2024  | Pacific Drive                       | Microsoft Windows, PlayStation 5                                                        | Ironwood Studios     |
| 2024  | Cat Quest: Pirates of the Purribean | Microsoft Windows, Nintendo Switch, PlayStation 4, PlayStation 5, Xbox One, Xbox Series | The Gentlebros       |
| 2024  | Flintlock: The Siege of Dawn        | Microsoft Windows, PlayStation 5, Xbox Series                                           | A44                  |
| 2024  | Ultros                              | MacOS, Microsoft Windows, PlayStation 4, PlayStation 5                                  | Hadoque              |
| 2025  | Clair Obscur: Expedition 33         | Microsoft Windows, PlayStation 5, Xbox Series                                           | Sandfall Interactive |
| 2025  | Rematch                             | Microsoft Windows, PlayStation 5, Xbox Series                                           | Sloclap              |